# Храплево (Куявсько-Поморське воєводство)
Храплево (пол. Chraplewo) — село в Польщі, у гміні Шубін Накельського повіту Куявсько-Поморського воєводства.
Населення — 213 осіб (2011).
У 1975-1998 роках село належало до Бидгощського воєводства.

## Демографія
Демографічна структура станом на 31 березня 2011 року:
|          | Загалом | Допрацездатний вік | Працездатний вік | Постпрацездатний вік |
| -------- | ------- | ------------------ | ---------------- | -------------------- |
| Чоловіки | 120     | 28                 | 80               | 12                   |
| Жінки    | 93      | 18                 | 52               | 23                   |
| Разом    | 213     | 46                 | 132              | 35                   |